# Luuk & Lokko
Luuk & Lokko är en podradioshow i hittills två säsonger om 10 avsnitt vardera där ungdomsvännerna Kristian Luuk och Andres Lokko pratar om olika ämnen, med start den 16 februari 2012. Luuk & Lokko var ett första projekt i en satsning av SR Underhållning att testa att göra några helt nya sätt att göra underhållningsradio under året.

## Avsnitt

### Säsong 1
1. Luuk & Lokko goes poddradio • Torsdag 16 februari 2012 kl 04:00 • (42 min) • Luuk & Lokko är ett schemalagt veckosamtal i poddradio-format där Kristian Luuk och Andres Lokko pratar med varandra om ämnen som de har bestämt på förhand. Vissa infall kan förekomma men de kommer att vara ytterst tyglade samt relativt få.
2. Luuk & Lokko - andra veckan • Torsdag 23 februari 2012 kl 04:00 • (44 min) • Det om bordshockey, att bli förälder och Gil Scott-Heron.
3. Luuk & Lokko - tredje veckan • Torsdag 1 mars 2012 kl 04:00 • (49 min) • Det om Latinamerikanska sitcoms, Ghana samt barnvagnsköp.
4. Luuk & Lokko - femte veckan • Torsdag 8 mars 2012 kl 04:00 • (47 min) • Det om tunt hår, nya krämpor samt Paul Weller.
5. Luuk & Lokko - fjärde veckan • Torsdag 15 mars 2012 kl 04:00 • (43 min) • Det som utgår ifrån Helena Backheds brev.
6. Luuk & Lokko - sjätte veckan • Torsdag 22 mars 2012 kl 04:00 • (46 min) • Det där Helena Backheds namn rättas till Helena Bäckhed, sorg samt kexchoklad.
7. Luuk & Lokko - sjunde veckan • Torsdag 29 mars 2012 kl 04:00 • (45 min) • Det om Los Angeles, Kristians motvilja att resa samt systrarna Haim
8. Luuk & Lokko - åttonde veckan • Torsdag 5 april 2012 kl 04:00 • (49 min) • Det om en dröm om Tomas Ledin, kohupiimakook samt Jack Nicholson.
9. Luuk & Lokko - nionde veckan • Torsdag 12 april 2012 kl 04:00 • (46 min) • Det om adressetiketter, Kristus samt kända vänner.
10. Luuk & Lokko - tionde veckan • Torsdag 19 april 2012 kl 04:00 • (46 min) • Det om Christofers kloka brev, sömn samt the Space Needle.

### Säsong 2
1. Luuk och Lokko S02E01 • Torsdag 9 augusti 2012 kl 04:00 • (42 min) • Det om dulcimer, Vaxholm och iransk brottning.
2. Luuk och Lokko S02E02 • Torsdag 16 augusti 2012 kl 04:00 • (43 min) •  Det om Pärnu, rockfestivaler samt potatiskommissionens årsresultat.
3. Luuk och Lokko S02E03 • Torsdag 23 augusti 2012 kl 04:00 • (45 min) •  Det om kolesterolvärde, Bodd och estniska girlgroups.
4. Luuk och Lokko S03E04 • Torsdag 30 augusti 2012 kl 04:00 • (46 min) •  Det om döden.
5. Luuk och Lokko S02E05 • Torsdag 6 september 2012 kl 04:00 • (50 min) •  Det om då, Fredrik Strage och om det bästa redan har hänt.
6. Luuk och Lokko S02E06 • Torsdag 13 september 2012 kl 04:00 • (47 min) •  Det om mamma, Korea-kriget samt operation märkning.
7. Luuk och Lokko S02E07 • Torsdag 20 september 2012 kl 04:00 • (52 min) •  Det om skilsmässor.
8. Luuk och Lokko S02E08 • Torsdag 27 september 2012 kl 04:00 • (52 min) •  Det om konflikträdsla, Norrtälje samt, märkligt nog, onani.
9. Luuk och Lokko S02E09 • Torsdag 6 oktober 2012 kl 04:00 • (52 min) •  Det om framtiden, ensamhet samt lakritsshots.
10. Luuk och Lokko S02E10 • Torsdag 13 december 2012 kl 04:00 • (52 min) • Julspecial med Belinda Olsson.